# オトゴンテンゲル山
オトゴンテンゲル山 （モンゴル語: Отгонтэнгэр , 英語: otgontenger）は、モンゴル国の山。標高4,008m
。同国西部ザブハン県にあり、ハンガイ山脈に属する。古くから神聖な山として信仰されており、同国の100トゥグルグ紙幣にデザインされている。

## 登山
2015年、モンゴル自然環境・観光省は、安全上の理由から登山を禁止とした。2017年10月22日、規制を無視した登山者17人が雪崩に遭い10人が死亡、7人が行方不明となった。

## 参考リンク
- モンゴルの中で一番寒い！？自然いっぱいザブハン県（バーサンオンライン）2015年7月13日閲覧。